# Fodinoidea laeta
Fodinoidea laeta är en fjärilsart som beskrevs av De Toulgoët 1957. Fodinoidea laeta ingår i släktet Fodinoidea och familjen björnspinnare. Inga underarter finns listade i Catalogue of Life.